# Saudoy
Saudoy település Franciaországban, Marne megyében. Lakosainak száma 392 fő (2022. január 1.). Saudoy Vindey, Barbonne-Fayel, Chichey, Le Meix-Saint-Epoing és Queudes községekkel határos.

## Népesség
A település népessége az elmúlt években az alábbi módon változott:
| Lakosok száma | 299  | 314  | 328  | 334  | 366  | 362  | 369  | 386  | 387  | 392  |
|               | 1968 | 1982 | 1990 | 2006 | 2013 | 2015 | 2017 | 2019 | 2020 | 2022 |